# Edward Lasker
Den här artikeln handlar om den internationelle mästaren i schack Edward Lasker. Se även Emanuel Lasker, världsmästare i schack 
Edward Lasker, född som Eduard Lasker 3 december 1885 i Kempen i Tyskland (numera polska Kępno), död 25 mars 1981 i New York, var en tysk-amerikansk internationell mästare i schack och ingenjör till yrket. Han spelade också go.
Lasker har bland annat gjort en insats i schackhistorien genom att hjälpa 8-årige Samuel Reshevsky på hans USA-turné. Reshevsky blev så småningom centralfiguren och nestorn i USA:s schackliv. Han var även avlägsen släkting till Emanuel Lasker.

## Böcker
- Chess Strategy, 1915 (anda upplagan)
- Chess and Checkers: the Way to Mastership, 1918
- Go and Go-Moku, 1934 (2nd ed. 1960)
- The Adventure of Chess, 1949 (2nd ed. 1959), ISBN 0-486-20510-X.
- Chess Secrets I Learned from the Masters (halvt självbiografisk med instruktioner) (1951, 1969) ISBN 0-486-22266-7.
- Chess for Fun and Chess for Blood, 1942 (2nd ed.), ISBN 0-486-20146-5.